# Gustavo Martins
Gustavo Martins de Souza Santos (Niterói, 11 agosto 2002) è un calciatore brasiliano, difensore del Grêmio.

## Carriera
Gustavo Martins si è unito al settore giovanile del Grêmio nel 2018 all'età di 16 anni, dopo aver in precedenza giocato in quelli di Botafogo e Vasco da Gama. Ad inizio 2021 è stato mandato in prestito al Caxias per disputare il Campionato Gaúcho, dove giocherà un solo incontro.
Il 17 settembre 2021 ha rinnovato il proprio contratto fino al 2025 con l'inserimento di una clausola rescissoria da 500 milioni di Real. Ha debuttato in prima squadra il 30 gennaio 2023 nel Campionato Gaúcho contro il São José.
 Il 7 maggio ha esordito in Série A entrando in campo nella ripresa del pareggio per 3-3 contro il Red Bull Bragantino.

## Statistiche

### Presenze e reti nei club
Statistiche aggiornate al 27 maggio 2022.
| Stagione        | Squadra         | Campionato      | Campionato | Campionato | Coppe nazionali | Coppe nazionali | Coppe nazionali | Coppe continentali | Coppe continentali | Coppe continentali | Altre coppe | Altre coppe | Altre coppe | Totale | Totale | Totale |
| Stagione        | Squadra         | Comp            | Pres       | Reti       | Comp            | Pres            | Reti            | Comp               | Pres               | Reti               | Comp        | Pres        | Reti        | Pres   | Reti   |        |
| --------------- | --------------- | --------------- | ---------- | ---------- | --------------- | --------------- | --------------- | ------------------ | ------------------ | ------------------ | ----------- | ----------- | ----------- | ------ | ------ | ------ |
| 2021            | Caxias          | PD/RS           | 1          | 0          | CB              | 1               | 0               |                    | -                  | -                  |             | -           | -           | 2      | 0      |        |
| 2022            | Grêmio          | PD/RS+B         | 0          | 0          | CB              | 0               | 0               |                    | -                  | -                  |             | -           | -           | 0      | 0      |        |
| 2023            | Grêmio          | PD/RS+A         | 4+5        | 0          | CB              | 0               | 0               |                    | -                  | -                  |             | -           | -           | 9      | 0      |        |
| Totale carriera | Totale carriera | Totale carriera | 10         | 0          |                 | 1               | 0               |                    | -                  | -                  |             | -           | -           | 11     | 0      |        |